# Bus, Pas-de-Calais

Bus este o comună în departamentul Pas-de-Calais, Franța. În 1 ianuarie 2022 avea o populație de 134 de locuitori.